# Tim Lambesis
Tim Lambesis (Scottsdale (Arizona), 21 novembre 1980) è un cantante statunitense membro fondatore e della band As I Lay Dying.
Tim ha un'altra band oltre alla sua band principale (gli As I Lay Dying) che risponde al nome di Austrian Death Machine. Questo progetto thrash metal/metalcore è stato fondato da Tim per essere un tributo e allo stesso tempo una parodia dei film di Arnold Schwarzenegger. In questo progetto Lambesis mostra le sue abilità da polistrumentista registrando ogni strumento da solo: chitarra, basso, batteria e naturalmente la voce. Per i live chiama musicisti che suonino le parti musicali al posto suo, mentre lui si concentra come consono sulla voce (fra i musicisti "ospiti" spicca Josh Gilbert al basso, suo compagno di band anche negli As I Lay Dying).
È inoltre il cantante dei Pyrithion, band deathcore e suo terzo progetto.
Si è anche esibito come chitarrista per i Society's Finest e i Point of Recognition. Il timbro vocale di Tim è influenzato da band come gli In Flames, Living Sacrifice e gli At the Gates. I testi da lui composti sono soliti trattare di fatti personali, relazioni e difficoltà della vita.
Tim è manager della band Destroy the Runner e produttore di molte altre, fra cui ad esempio gli Sworn Enemy.
Il 7 maggio 2013 Lambesis viene arrestato con l'accusa di aver ingaggiato un killer per uccidere l'ex moglie e, nel maggio 2014, condannato a sei anni di reclusione. Il 17 dicembre 2016 Lambesis viene scarcerato e posto in regime di libertà vigilata.